# Химен, Мак
Мак Химан (англ. Mackenzie Hooks Hyman, 25 августа 1923 — 17 июля 1963) — американский беллетрист, популярный комический роман которого «Трудно быть сержантом» был поставлен в популярной бродвейской пьесе и в кино.

## Ранние годы и служба
Химан родился в Кордиле, штат Джорджия. Он открыл в себе страсть к писательству ещё будучи школьником, и впервые показал своё мастерство в юмористической статье, опубликованной в школьной газете. После года обучения в государственном университете Северной Джорджии, начиная с 1941 года, он стал посещать Университет Дьюка. Он прервал учебу на время службы в ВВС США во время Второй мировой войны, в качестве специалиста по аэрофотосъемке. Когда он вернулся в университет Дьюка в 1946 году, его талант был признан его профессором, Уильямом Блэкберном, который стал его наставником, рецензентом и другом на всю жизнь, и который в конечном итоге собрал и опубликовал все его письма. Незадолго до окончания университета, в феврале 1947 года, Химан женился на своей школьной подруге, Гвендолин Холт. В 1949 году, после рождения первой из трёх его дочерей, он вернулся в военно-воздушные силы и служил там до 1952 года.

## Писательский дебют
В период с 1947 по 1954 год, опираясь в большой степени на свой личный армейский опыт, Химан работал над написанием романа про злоключения мужлана-призывника с именем Стокдейл, чей родной город Callville напоминает Cordele, и который рассказывает свою историю с необразованным южным диалектом. Многие издатели отвергли рукопись прежде чем она была принята в издательстве Random House и опубликована в 1954 году. Дальнейшая популярность книги привела к постановке шоу на Бродвее и к фильму, в котором начал свою карьеру актёр Энди Гриффит.

## После романа «Трудно быть сержантом»
Химан жил в Корделе со своей женой и тремя детьми, опубликовал еще три коротких рассказа. Он неожиданно умер от сердечного приступа в 1963 году, когда работал над своим вторым романом, всего за месяц до своего сорокалетия. Его второй роман: Take Now Thy Son, и коллекция писем Химана, озаглавленная «Love, Boy: The Letters of Mac Hyman» были опубликованы посмертно.

## Прочие факты
Его рассказ «The Hundredth Centennial» был опубликован в The Paris Review в 1954 году. Другой рассказ, «The Dove Shoot» был опубликован в сборнике работ других авторов университета Дьюк в 1963 году.
Дочь Химана Гвин Химан Рубио является автором Icy Sparks и The Woodsman’s Daughter.